# Stachyarrhena
Stachyarrhena é um género botânico pertencente à família Rubiaceae.
1. ↑  «Stachyarrhena — World Flora Online». www.worldfloraonline.org. Consultado em 19 de agosto de 2020